# 861
Năm 861 là một năm trong lịch Julius.